# Vilne, Tlumaci
Vilne (în ucraineană Вільне) este un sat în comuna Petrîliv din raionul Tlumaci, regiunea Ivano-Frankivsk, Ucraina.

## Demografie
Componența lingvistică a localității Vilne
     Ucraineană (100%)
Conform recensământului din 2001, toată populația localității Vilne era vorbitoare de ucraineană (100%).